# Pedaliodes philotera
Pedaliodes philotera är en fjärilsart som beskrevs av William Chapman Hewitson 1868. Pedaliodes philotera ingår i släktet Pedaliodes och familjen praktfjärilar. Inga underarter finns listade i Catalogue of Life.